# 水口镇 (南雄市)
水口镇，是中华人民共和国广东省南雄市下辖的一个乡镇级行政单位。

## 行政区划
水口镇下辖以下地区：
水口社区、云西村、弱过村、水口村、大部村、河村、大坪村、沙头村、下湖村、赤岭村、群星村、石庄村、下楼村和泷头村。